# SRSボクシングジム
SRSボクシングジム（えすあーるえすボクシングジム）は、東京都荒川区西日暮里に所在するプロボクシングジムである。

## 概略
第30代OPBF東洋太平洋ライト級チャンピオンの坂本博之が2010年8月8日に開設した。“SRS”はSkyhigh（“天まで届くほど高く”の意） RingS（“人々の心の輪”の意）の略である。

## スタッフ
- 会長：坂本博之
- マネージャー：中島吉謙
- トレーナー： ほか

## 選手

### 現役選手（2023.1.23現在）
A級ボクサー　フライ級　苗村修悟（戦績：6W6KO1L）
Ｃ級ボクサー　ウエルター級　新村康行（戦績：未デビュー）
女子プロボクサー　アトム/ミニフライ級　犬飼萌美（戦績：2W1KO2L）